# Zsámbék
Zsámbék [žámbék] (německy Schambeck, Schambek) je město v Maďarsku v župě Pest, spadající pod okres Budakeszi. Svým městským územím sousedí s obcí Tök a vytváří tak aglomeraci. Nachází se asi 23 km severozápadně od Budapešti. V roce 2015 zde žilo 5 276 obyvatel. Dle údajů z roku 2011 je tvoří 85,4 % Maďaři, 6,4 % Němci, 0,7 % Rumuni, 0,5 % Romové, 0,2 % Poláci a 0,2 % Slováci.
Poblíže Zsámbéku prochází dálnice M1. Na Zsámbék je zde výjezd 26 a stejnojmenná odpočívka.
Nejbližšími městy jsou Biatorbágy, Bicske, Budakeszi a Piliscsaba. Blízko jsou též obce Herceghalom, Mány, Páty, Szomor a Tök.

## Pamětihodnosti
Mezi nejvýznamnější památky Zsámbéku patří zřícenina premonstrátského kláštera a kostela, které jsou dominantou obce. Trojlodní bazilika s přiléhajícím klášterem byla postavena mezi lety 1220–1234 v pozdně románském a raně gotickém slohu. Stavba byla vážně poškozena během zemětřesení v Komárně v roce 1763 a od té doby nebyla obnovena. Zřícenina zahrnuje dvě věže, z nichž severozápadní přišla o původní střechu, zatímco jihovýchodní věž si ji zachovala. V bývalém klášteře se dnes nachází lapidárium vystavující kamenné artefakty.
Dalšími zajímavými památkami v Zsámbéku jsou barokní kostel svatého Jana Nepomuckého z 18. století, kaple svaté Anny a pozůstatky místního hradu z období osmanské nadvlády.
V obci je také možné navštívit Zsámbékské muzeum, které dokumentuje historii regionu a nabízí expozice zaměřené na místní kulturní dědictví.